# Операция «Бой»
«Бой» — кодовое название операции, проведенной советской внешней разведкой в 1947 году в Италии, по добыванию технической информации о новых снарядах с электронным управлением.

## Ход операции
В начале 1947 в советские резидентуры в европейских странах поступила ориентировка — задание добыть новинку английской военной техники — артиллерийский зенитный снаряд, обладающий высокой степенью поражения движущихся целей. Принцип действия таких снарядов основывался на радиоуправлении. Английские ученые начали разработку подобных снарядов еще во время второй мировой войны, как ответ на обстрелы немцами британской территории ракетами Фау-2. Советская резидентура в Италии сделала предположение, что подобные снаряды были поставлены в Италию. Операция по добыванию нужной информации была разработана полковником внешней разведки Горшковым Николаем Михайловичем.
К оперативному делу был подключен опытный агент «Рей», который через свои связи в английских и американских посреднических фирмах сумел выяснить, что соответствующие зенитные снаряды могли храниться на севере Италии на артиллерийских складах, созданных союзниками после окончания боевых действий против немцев. От них «Рей» также узнал, что английское военное ведомство продало итальянскому артиллерийскому управлению несколько тысяч «каких-то специальных снарядов», в которых кроме взрывчатки имелась и электронная «начинка». Резидентуре было уже известно, что основной склад итальянской зенитной артиллерии располагался в одном из небольших городов недалеко от Рима.
Агенту удалось завести деловые связи в этом городе. С помощью различного рода заказов к инженерам и техническим сотрудникам склада он определил круг лиц, которые могут быть ему полезны. В конечном итоге агенту удалось купить у сотрудников склада как образцы снарядов, так и чертежи и соответствующую техническую документацию.
В сентябре 1947 года резидентура доложила о выполнении задания и переправила в Центр добытые образцы и материалы.